# Stora Kaukasus

Karta över Kaukasus.

Stora Kaukasus är den norra och högre delen av bergskedjan Kaukasus med det 5 642 meter höga Elbrus som högsta topp.
Längs Stora Kaukasus går gränsen mellan Ryssland i norr och Georgien och Azerbajdzjan i söder. Inte minst sedan Sovjetunionens upplösning har detta gränsområde i Kaukasien varit geopolitiskt utsatt.

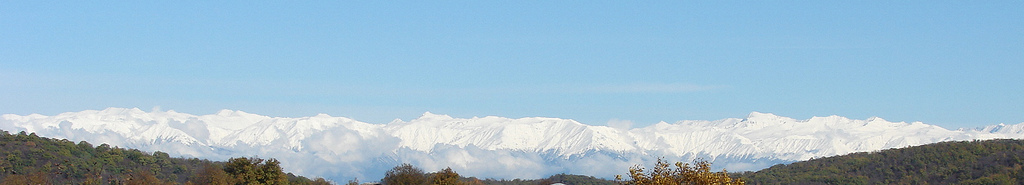
Stora Kaukasus snötäckta bergstoppar, här i Georgien.